# (29966) 1999 JW103
A (29966) 1999 JW103 egy kisbolygó a Naprendszerben. A LINEAR projekt keretében fedezték fel 1999. május 13-án.